# 尊界S800
尊界S800是中國汽車製造商江淮汽车旗下品牌“尊界”的首款豪華汽車，搭载华为途灵龙行平台，配备智能数字底盘系统，定位为超豪华电动汽车，是鸿蒙智行目前定位最高端的车型。余承东表示，该车型将于2025年5月底交付。最终该车型于2025年5月30日上市，主要竞争对手为梅赛德斯-奔驰S级、宝马7系和奥迪A8

## 特性

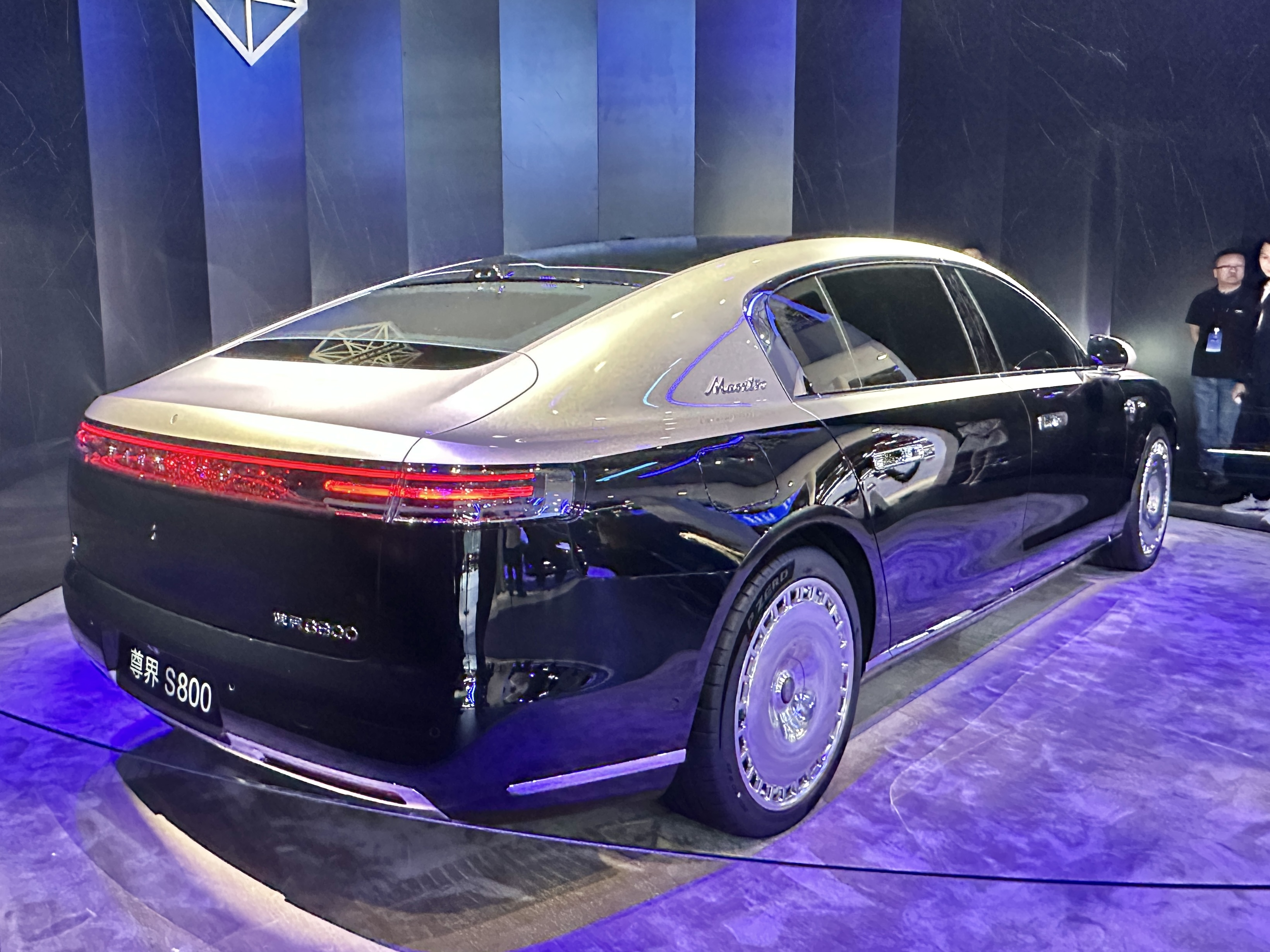
尊界S800後部

尊界S800车身设计采用双拼色，上银下紫。搭载32个传感器，其中包括4个激光雷达。配有主动悬架，后轮转向角度可达16°。搭载华为ADS道路感知系统。
内饰采用真皮、木纹和水晶等材料，提供三种内饰颜色搭配。搭载2920瓦43扬声器，可隔离前后排声音。行李箱容量为445升，内衬簇绒地毯。

## 反响
官方数据显示新车两日预订2108辆。

## 争议
2025年2月20日，尊界S800举办技术发布会，并在会上播放了一段尊界S800与迈巴赫S680在零下20°C极寒环境下的对比测试视频，测试内容包括紧急避让等项目。视频显示尊界S800在测试中表现稳定，而迈巴赫S680则出现失控。
2月24日，一位自称是测试视频中迈巴赫S680车主的用户“爱是通神”在抖音上发布视频，指控尊界官方在未告知且未授权的情况下，使用其车辆进行“暴力驾驶和测试”，并导致车辆车头受损、轮毂变形。车主展示了车辆GPS轨迹和受损照片，质疑尊界方面存在隐瞒行为，要求赔偿车辆维修费用。25日晚，江汽集团发布声明，称测试数据真实可靠，测试车辆是通过正规第三方租赁渠道获得，且明确车辆用途。江汽集团对事件给相关方带来的困扰表示遗憾，并表示愿意积极沟通协商解决。
2月28日，尊界汽车法务部门发布声明，称网络上出现大量恶意造谣、诋毁尊界的行为，并已取证和向公安机关报案。尊界还发布了最高500万元的悬赏通告，征集“黑公关”线索。
3月11日，鸿蒙智行法务新浪微博发布公告，称正式起诉自媒体我是大彬同学发布不实及侮辱性言论，通过「夸大炒作不实信息和负面话题，挑起群体极端对立情绪，扰乱网络秩序」，损害鸿蒙智行品牌及产品的社会评价和声誉。
3月12日，微博账号“尊界法务”称已对自媒体赛车星冰乐提起民事诉讼，指控其通过矩阵账号多次发布针对S800的「侮辱性言论」，「恶意带节奏」，导致品牌声誉严重受损，要求其包括停止侵权、删除内容、公开道歉及赔偿100万元人民币。随后，赛车星冰乐宣布将反诉尊界汽车造谣其拥有矩阵账号并散布恶意信息，导致其声誉受损、受到心理伤害，索赔250万元。